# 獺狸貓
獺狸貓（Cynogale bennettii），又名獺靈貓，是棲息在馬來半島、蘇門塔臘及婆羅洲森林、低地近河流及沼澤的麝貓。在越南北部亦有發現牠們，不過只有一個標本。
獺狸貓的口闊，腳有蹼及長爪。牠們的吻長，且有很多長的鬚子。
獺狸貓是夜間活動的，主要在水中覓食，吃魚類、蟹及淡水軟體動物，且能攀上樹上吃鳥類及果實。由於牠們的數量稀少及隱秘的生活，所以對牠們所知甚少。牠們被世界自然保護聯盟列為瀕危物種。

## 保育狀況
其被列為《瀕危野生動植物種國際貿易公約》附錄二的物種，被限制出口及貿易。